# 普卢维希
普卢维希是德国莱茵兰-普法尔茨州的一个市镇。总面积4.87平方公里，总人口1450人，其中男性721人，女性729人（2011年12月31日），人口密度298人/平方公里。